# 24 Heures du Mans 2006
Navigation
Édition précédente Édition suivante
Les 24 Heures du Mans 2006 sont la 74e édition de l'épreuve et se déroulent les 17 et 18 juin 2006 sur le circuit de la Sarthe.

## Nombre de pilotes qualifiés pour la course
150 pilotes sont au volant pour cette soixante-quatorzième édition des 24 Heures du Mans. Cette année, une seule femme prend part à la course.
| 30 Britanniques | 29 Français   | 16 Américains | 10 Danois    | 10 Italiens   |
| 8 Japonais      | 8 Néerlandais | 6 Allemands   | 5 Suisses    | 4 Belges      |
| 3 Brésiliens    | 3 Canadiens   | 3 Portugais   | 2 Espagnols  | 2 Monégasques |
| 2 Suédois       | 2 Tchèques    | 1 Australien  | 1 Autrichien | 1 Malaisien   |
| 1 Néo-Zélandais | 1 Russe       | 1 Saoudien    | 1 Slovaque   |               |

## Déroulement de la course

### Classements intermédiaires
| Pos. | Après la 1re heure | Après la 1re heure                                                      | Après 6 heures | Après 6 heures                                                       | Après 12 heures | Après 12 heures                                                       | Après 18 heures | Après 18 heures                                                           |
| Pos. | n°                 | Voiture / Pilotes                                                       | n°             | Voiture / Pilotes                                                    | n°              | Voiture / Pilotes                                                     | n°              | Voiture / Pilotes                                                         |
| ---- | ------------------ | ----------------------------------------------------------------------- | -------------- | -------------------------------------------------------------------- | --------------- | --------------------------------------------------------------------- | --------------- | ------------------------------------------------------------------------- |
| 1    | 7                  | Audi Sport Team Joest Audi R10 TDI (LMP1) Capello - Kristensen - McNish | 8              | Audi Sport Team Joest Audi R10 TDI (LMP1) Biela - Werner - Pirro     | 8               | Audi Sport Team Joest Audi R10 TDI (LMP1) Biela - Werner - Pirro      | 8               | Audi Sport Team Joest Audi R10 TDI (LMP1) Biela - Werner - Pirro          |
| 2    | 16                 | Pescarolo Sport Pescarolo C60 Hybrid (LMP1) Collard - Comas - Minassian | 17             | Pescarolo Sport Pescarolo C60 Hybrid (LMP1) Loeb - Hélary - Montagny | 17              | Pescarolo Sport Pescarolo C60 Hybrid (LMP1) Loeb - Hélary - Montagny  | 17              | Pescarolo Sport Pescarolo C60 Hybrid (LMP1) Loeb - Hélary - Montagny      |
| 3    | 8                  | Audi Sport Team Joest Audi R10 TDI (LMP1) Biela - Werner - Pirro        | 14             | Racing for Holland Dome S101Hb (LMP1) Lammers - Yoong - Johansson    | 14              | Racing for Holland Dome S101Hb (LMP1) Lammers - Yoong - Johansson     | 7               | Audi Sport Team Joest Audi R10 TDI (LMP1) Capello - Kristensen - McNish   |
| 4    | 17                 | Pescarolo Sport Pescarolo C60 Hybrid (LMP1) Loeb - Hélary - Montagny    | 5              | Swiss Spirit Courage LC70 (LMP1) Primat - Fässler - Peter            | 7               | Audi Sport Team Joest Audi R10 TDI (LMP1) Biela - Werner - Pirro      | 009             | Aston Martin Racing Aston Martin DBR9 (GT1) Lamy - Sarrazin - Ortelli     |
| 5    | 13                 | Courage Compétition Courage LC70 (LMP1) Nakano - Gounon - Kurosawa      | 7              | Audi Sport Team Joest Audi R10 TDI (LMP1) Biela - Werner - Pirro     | 009             | Aston Martin Racing Aston Martin DBR9 (GT1) Lamy - Sarrazin - Ortelli | 64              | Corvette Racing Chevrolet Corvette C6.R (GT1) Gavin - Beretta - Magnussen |

### Classement final de la course

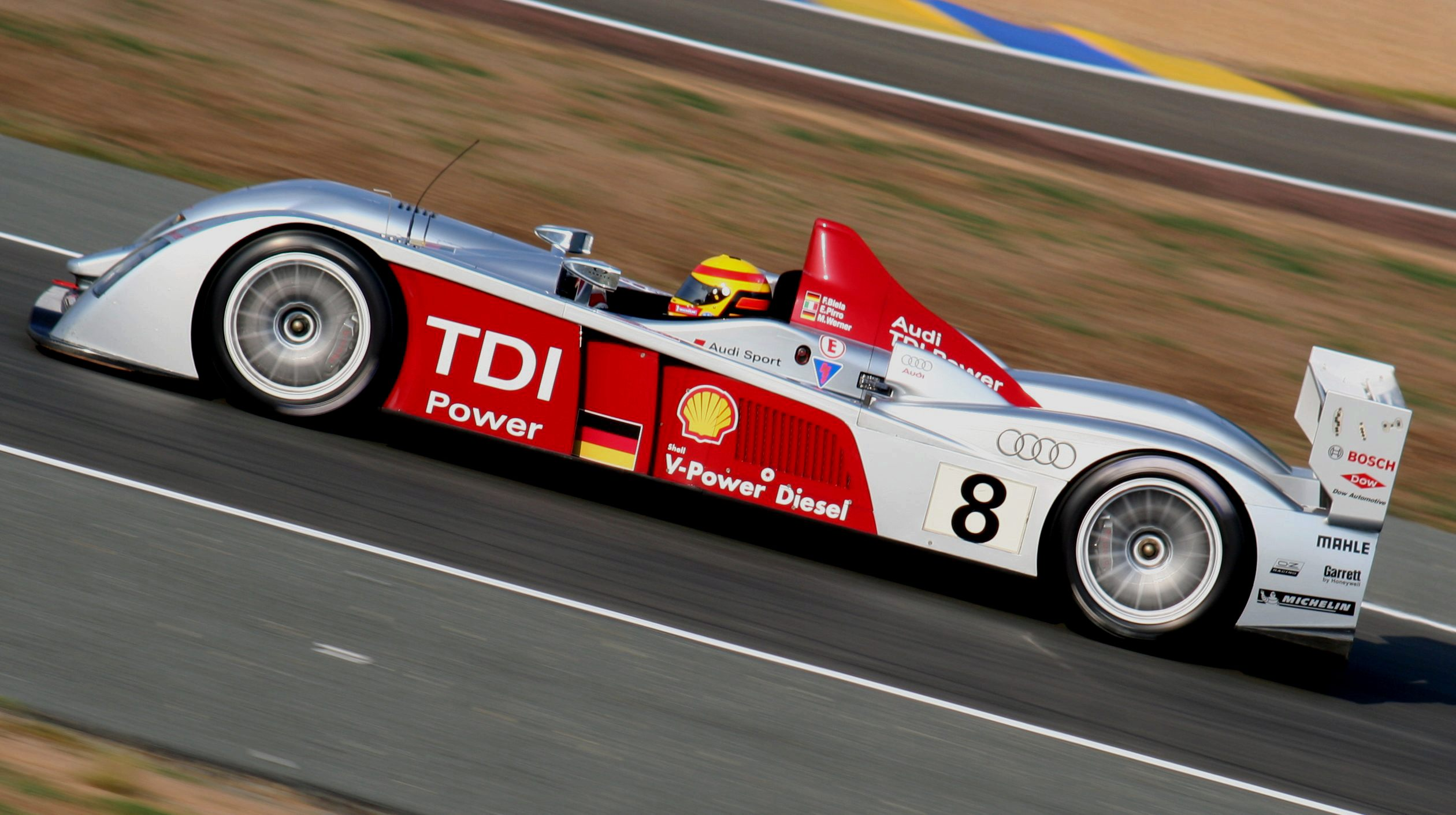
L'Audi R10 TDI, victorieuse de l'édition 2006.

Voici le classement officiel au terme des 24 heures de course.
- Les vainqueurs de chaque catégorie sont signalés par un fond jauni.
- Pour la colonne Pneus, il faut passer le curseur au-dessus du modèle pour connaître le manufacturier de pneumatiques.

| Pos.  | Catégorie | N°  | Écurie                                                      | Pilotes                                                   | Châssis                          | Pneus | Tours |
| Pos.  | Catégorie | N°  | Écurie                                                      | Pilotes                                                   | Moteur                           | Pneus | Tours |
| ----- | --------- | --- | ----------------------------------------------------------- | --------------------------------------------------------- | -------------------------------- | ----- | ----- |
| 1     | LMP1      | 8   | Audi Sport Team Joest                                       | Frank Biela Marco Werner Emanuele Pirro                   | Audi R10 TDI                     | M     | 380   |
| 1     | LMP1      | 8   | Audi Sport Team Joest                                       | Frank Biela Marco Werner Emanuele Pirro                   | Audi TDI 5.5L Turbo V12 (Diesel) | M     | 380   |
| 2     | LMP1      | 17  | Pescarolo Sport                                             | Sébastien Loeb Éric Hélary Franck Montagny                | Pescarolo C60 Hybrid             | M     | 376   |
| 2     | LMP1      | 17  | Pescarolo Sport                                             | Sébastien Loeb Éric Hélary Franck Montagny                | Judd GV5 S2 5.0L V10             | M     | 376   |
| 3     | LMP1      | 7   | Audi Sport Team Joest                                       | Rinaldo Capello Tom Kristensen Allan McNish               | Audi R10 TDI                     | M     | 367   |
| 3     | LMP1      | 7   | Audi Sport Team Joest                                       | Rinaldo Capello Tom Kristensen Allan McNish               | Audi TDI 5.5L Turbo V12 (Diesel) | M     | 367   |
| 4     | GT1       | 64  | Corvette Racing                                             | Oliver Gavin Olivier Beretta Jan Magnussen                | Chevrolet Corvette C6.R          | M     | 355   |
| 4     | GT1       | 64  | Corvette Racing                                             | Oliver Gavin Olivier Beretta Jan Magnussen                | Chevrolet LS7R 7.0L V8           | M     | 355   |
| 5     | LMP1      | 16  | Pescarolo Sport                                             | Emmanuel Collard Erik Comas Nicolas Minassian             | Pescarolo C60 Hybrid             | M     | 352   |
| 5     | LMP1      | 16  | Pescarolo Sport                                             | Emmanuel Collard Erik Comas Nicolas Minassian             | Judd GV5 S2 5.0L V10             | M     | 352   |
| 6     | GT1       | 007 | Aston Martin Racing                                         | Tomáš Enge Darren Turner Andrea Piccini                   | Aston Martin DBR9                | M     | 350   |
| 6     | GT1       | 007 | Aston Martin Racing                                         | Tomáš Enge Darren Turner Andrea Piccini                   | Aston Martin 6.0L V12            | M     | 350   |
| 7     | GT1       | 72  | Luc Alphand Aventures                                       | Luc Alphand Patrice Goueslard Jérôme Policand             | Chevrolet Corvette C5-R          | M     | 346   |
| 7     | GT1       | 72  | Luc Alphand Aventures                                       | Luc Alphand Patrice Goueslard Jérôme Policand             | Chevrolet LS7R 7.0L V8           | M     | 346   |
| 8     | LMP2      | 25  | Ray Mallock Ltd.                                            | Mike Newton Thomas Erdos Andy Wallace                     | MG-Lola EX264                    | M     | 343   |
| 8     | LMP2      | 25  | Ray Mallock Ltd.                                            | Mike Newton Thomas Erdos Andy Wallace                     | AER P07 2.0L Turbo I4            | M     | 343   |
| 9     | GT1       | 62  | Russian Age Racing Team Modena                              | Antonio García David Brabham Nelsinho Piquet              | Aston Martin DBR9                | M     | 343   |
| 9     | GT1       | 62  | Russian Age Racing Team Modena                              | Antonio García David Brabham Nelsinho Piquet              | Aston Martin 6.0L V12            | M     | 343   |
| 10    | GT1       | 009 | Aston Martin Racing                                         | Pedro Lamy Stéphane Sarrazin Stéphane Ortelli             | Aston Martin DBR9                | M     | 342   |
| 10    | GT1       | 009 | Aston Martin Racing                                         | Pedro Lamy Stéphane Sarrazin Stéphane Ortelli             | Aston Martin 6.0L V12            | M     | 342   |
| 11    | GT1       | 66  | ACEMCO Motorsports                                          | Johnny Mowlem Terry Borcheller Christian Fittipaldi       | Saleen S7-R                      | M     | 337   |
| 11    | GT1       | 66  | ACEMCO Motorsports                                          | Johnny Mowlem Terry Borcheller Christian Fittipaldi       | Ford 7.0L V8                     | M     | 337   |
| 12    | GT1       | 63  | Corvette Racing                                             | Ron Fellows Johnny O'Connell Max Papis                    | Chevrolet Corvette C6.R          | M     | 327   |
| 12    | GT1       | 63  | Corvette Racing                                             | Ron Fellows Johnny O'Connell Max Papis                    | Chevrolet LS7R 7.0L V8           | M     | 327   |
| 13    | LMP2      | 24  | Binnie Motorsports                                          | William Binnie Yojiro Terada Allen Timpany                | Lola B05/42                      | M     | 326   |
| 13    | LMP2      | 24  | Binnie Motorsports                                          | William Binnie Yojiro Terada Allen Timpany                | Zytek ZG348 3.4L V8              | M     | 326   |
| 14    | LMP2      | 27  | Miracle Motorsports                                         | Andy Lally John Macaluso Ian James                        | Courage C65                      | K     | 324   |
| 14    | LMP2      | 27  | Miracle Motorsports                                         | Andy Lally John Macaluso Ian James                        | AER P07 2.0L Turbo I4            | K     | 324   |
| 15    | GT2       | 81  | Team LNT                                                    | Lawrence Tomlinson Tom Kimber-Smith Richard Dean          | Panoz Esperante GTLM             | P     | 321   |
| 15    | GT2       | 81  | Team LNT                                                    | Lawrence Tomlinson Tom Kimber-Smith Richard Dean          | Ford (Élan) 5.0L V8              | P     | 321   |
| 16    | GT2       | 83  | Seikel Motorsport Farnbacher Racing                         | Lars Erik Nielsen Pierre Ehret Dominik Farnbacher         | Porsche 911 GT3 RS (996)         | Y     | 320   |
| 16    | GT2       | 83  | Seikel Motorsport Farnbacher Racing                         | Lars Erik Nielsen Pierre Ehret Dominik Farnbacher         | Porsche 3.6L Flat-6              | Y     | 320   |
| 17    | GT2       | 87  | Scuderia Ecosse                                             | Andrew Kirkaldy Chris Niarchos Tim Mullen (en)            | Ferrari F430 GTC                 | M     | 311   |
| 17    | GT2       | 87  | Scuderia Ecosse                                             | Andrew Kirkaldy Chris Niarchos Tim Mullen (en)            | Ferrari F136 4.0L V8             | M     | 311   |
| 18    | GT2       | 80  | Flying Lizard Motorsports                                   | Johannes van Overbeek Patrick Long Seth Neiman            | Porsche 911 GT3 RSR (996)        | M     | 309   |
| 18    | GT2       | 80  | Flying Lizard Motorsports                                   | Johannes van Overbeek Patrick Long Seth Neiman            | Porsche 3.6L Flat-6              | M     | 309   |
| 19    | LMP2      | 33  | Intersport Racing                                           | Clint Field Liz Halliday (en) Duncan Dayton               | Lola B05/40                      | G     | 297   |
| 19    | LMP2      | 33  | Intersport Racing                                           | Clint Field Liz Halliday (en) Duncan Dayton               | AER P07 2.0L Turbo I4            | G     | 297   |
| 20    | LMP2      | 22  | Rollcentre Racing                                           | Martin Short João Barbosa Stuart Moseley                  | Radical SR9                      | D     | 294   |
| 20    | LMP2      | 22  | Rollcentre Racing                                           | Martin Short João Barbosa Stuart Moseley                  | Judd XV675 3.4L V8               | D     | 294   |
| 21    | LMP2      | 32  | Barazi Epsilon                                              | Juan Barazi Michael Vergers Neil Cunningham               | Courage C65                      | M     | 294   |
| 21    | LMP2      | 32  | Barazi Epsilon                                              | Juan Barazi Michael Vergers Neil Cunningham               | AER P07 2.0L Turbo I4            | M     | 294   |
| 22    | GT2       | 93  | Team Taisan Advan                                           | Kazuyuki Nishizawa Shinichi Yamaji Philip Collin          | Porsche 911 GT3 RS (996)         | Y     | 291   |
| 22    | GT2       | 93  | Team Taisan Advan                                           | Kazuyuki Nishizawa Shinichi Yamaji Philip Collin          | Porsche 3.6L Flat-6              | Y     | 291   |
| 23    | GT2       | 73  | Gordon Racing Team Ice Pol Racing Team                      | Yves Lambert Christian Lefort Romain Iannetta             | Porsche 911 GT3 RSR (996)        | D     | 282   |
| 23    | GT2       | 73  | Gordon Racing Team Ice Pol Racing Team                      | Yves Lambert Christian Lefort Romain Iannetta             | Porsche 3.8L Flat-6              | D     | 282   |
| 24    | LMP1      | 2   | Zytek Engineering Team Essex Invest                         | John Nielsen Casper Elgaard Philip Andersen (en)          | Zytek 06S Hybrid                 | M     | 269   |
| 24    | LMP1      | 2   | Zytek Engineering Team Essex Invest                         | John Nielsen Casper Elgaard Philip Andersen (en)          | Zytek ZB408 4.0L V8              | M     | 269   |
| 25    | LMP1      | 19  | Chamberlain Synergy Motorsport                              | Bob Berridge Gareth Evans Peter Owen                      | Lola B06/10                      | D     | 267   |
| 25    | LMP1      | 19  | Chamberlain Synergy Motorsport                              | Bob Berridge Gareth Evans Peter Owen                      | AER P32T 3.6L Turbo V8           | D     | 267   |
| N. c. | LMP2      | 20  | PiR Compétition                                             | Marc Rostan Simon Pullan Chris MacAllister                | Pilbeam MP93                     | M     | 244   |
| N. c. | LMP2      | 20  | PiR Compétition                                             | Marc Rostan Simon Pullan Chris MacAllister                | Judd XV675 3.4L V8               | M     | 244   |
| N. c. | GT1       | 53  | JLOC Isao Noritake                                          | Marco Apicella Koji Yamanishi Yasutaka Hinoi              | Lamborghini Murciélago R-GT      | P     | 283   |
| N. c. | GT1       | 53  | JLOC Isao Noritake                                          | Marco Apicella Koji Yamanishi Yasutaka Hinoi              | Lamborghini L535 6.0L V12        | P     | 283   |
| Abd.  | GT2       | 89  | Sebah Automotive Ltd.                                       | Christian Ried Xavier Pompidou Thorkild Thyrring          | Porsche 911 GT3 RSR (996)        | D     | 256   |
| Abd.  | GT2       | 89  | Sebah Automotive Ltd.                                       | Christian Ried Xavier Pompidou Thorkild Thyrring          | Porsche 3.6L Flat-6              | D     | 256   |
| Abd.  | LMP1      | 9   | Creation Autosportif Ltd.                                   | Felipe Ortiz (de) Giuseppe Gabbiani Jamie Campbell-Walter | Creation CA06/H                  | M     | 240   |
| Abd.  | LMP1      | 9   | Creation Autosportif Ltd.                                   | Felipe Ortiz (de) Giuseppe Gabbiani Jamie Campbell-Walter | Judd GV5 S2 5.0L V10             | M     | 240   |
| Abd.  | GT1       | 50  | Larbre Compétition                                          | Patrick Bornhauser Jean-Luc Blanchemain Gabriele Gardel   | Ferrari 550 GTS Maranello        | M     | 222   |
| Abd.  | GT1       | 50  | Larbre Compétition                                          | Patrick Bornhauser Jean-Luc Blanchemain Gabriele Gardel   | Ferrari F133 5.9L V12            | M     | 222   |
| Abd.  | GT2       | 76  | IMSA Performance                                            | Raymond Narac Luca Riccitelli Romain Dumas                | Porsche 911 GT3 RSR (996)        | M     | 211   |
| Abd.  | GT2       | 76  | IMSA Performance                                            | Raymond Narac Luca Riccitelli Romain Dumas                | Porsche 3.8L Flat-6              | M     | 211   |
| Abd.  | GT2       | 86  | Spyker Squadron b.v.                                        | Jeroen Bleekemolen Mike Hezemans Jonny Kane               | Spyker C8 Spyder GT2-R           | M     | 202   |
| Abd.  | GT2       | 86  | Spyker Squadron b.v.                                        | Jeroen Bleekemolen Mike Hezemans Jonny Kane               | Audi 3.8L V8                     | M     | 202   |
| Abd.  | GT1       | 67  | Convers MenX Team                                           | Alexei Vasiliev Robert Pergl Peter Kox                    | Ferrari 550 GTS Maranello        | M     | 196   |
| Abd.  | GT1       | 67  | Convers MenX Team                                           | Alexei Vasiliev Robert Pergl Peter Kox                    | Ferrari F133 5.9L V12            | M     | 196   |
| Abd.  | GT2       | 91  | T2M Motorsport                                              | Yutaka Yamagishi Jean-René de Fournoux Miroslav Konôpka   | Porsche 911 GT3 RS (996)         | D     | 196   |
| Abd.  | GT2       | 91  | T2M Motorsport                                              | Yutaka Yamagishi Jean-René de Fournoux Miroslav Konôpka   | Porsche 3.6L Flat-6              | D     | 196   |
| Abd.  | LMP2      | 39  | Chamberlain Synergy Motorsport ASM Team Racing for Portugal | Miguel Amaral Warren Hughes Miguel Ángel de Castro        | Lola B05/40                      | D     | 196   |
| Abd.  | LMP2      | 39  | Chamberlain Synergy Motorsport ASM Team Racing for Portugal | Miguel Amaral Warren Hughes Miguel Ángel de Castro        | AER P07 2.0L Turbo I4            | D     | 196   |
| Abd.  | LMP1      | 6   | Lister Storm Racing                                         | Gavin Pickering (de) Nicolas Kiesa Jens Møller            | Lister Storm LMP Hybrid          | D     | 192   |
| Abd.  | LMP1      | 6   | Lister Storm Racing                                         | Gavin Pickering (de) Nicolas Kiesa Jens Møller            | Chevrolet LS1 6.0L V8            | D     | 192   |
| Abd.  | LMP1      | 14  | Racing for Holland                                          | Jan Lammers Alex Yoong Stefan Johansson                   | Dome S101Hb                      | D     | 182   |
| Abd.  | LMP1      | 14  | Racing for Holland                                          | Jan Lammers Alex Yoong Stefan Johansson                   | Judd GV5 5.0L V10                | D     | 182   |
| Abd.  | LMP1      | 12  | Courage Compétition                                         | Sam Hancock Alexander Frei Gregor Fisken                  | Courage LC70                     | Y     | 171   |
| Abd.  | LMP1      | 12  | Courage Compétition                                         | Sam Hancock Alexander Frei Gregor Fisken                  | Mugen MF458S 4.5L V8             | Y     | 171   |
| Abd.  | GT2       | 90  | White Lightning Racing Krohn Racing                         | Jörg Bergmeister Niclas Jönsson Tracy Krohn               | Porsche 911 GT3 RSR (996)        | M     | 148   |
| Abd.  | GT2       | 90  | White Lightning Racing Krohn Racing                         | Jörg Bergmeister Niclas Jönsson Tracy Krohn               | Porsche 3.6L Flat-6              | M     | 148   |
| Abd.  | LMP2      | 30  | Gerard Welter                                               | Patrice Roussel Frédéric Hauchard Julien Briché           | WR LMP04                         | P     | 134   |
| Abd.  | LMP2      | 30  | Gerard Welter                                               | Patrice Roussel Frédéric Hauchard Julien Briché           | Peugeot 2.0L Turbo I4            | P     | 134   |
| Abd.  | LMP1      | 5   | Swiss Spirit                                                | Harold Primat Marcel Fässler Philipp Peter                | Courage LC70                     | M     | 132   |
| Abd.  | LMP1      | 5   | Swiss Spirit                                                | Harold Primat Marcel Fässler Philipp Peter                | Judd GV5 S2 5.0L V10             | M     | 132   |
| Abd.  | GT1       | 61  | Russian Age Racing                                          | Tim Sugden Nigel Smith Christian Vann                     | Ferrari 550 GTS Maranello        | M     | 124   |
| Abd.  | GT1       | 61  | Russian Age Racing                                          | Tim Sugden Nigel Smith Christian Vann                     | Ferrari F133 5.9L V12            | M     | 124   |
| Abd.  | GT2       | 98  | Noël del Bello Racing                                       | Adam Sharpe (pl) Patrick Bourdais Tom Cloet               | Porsche 911 GT3 RSR (996)        | M     | 115   |
| Abd.  | GT2       | 98  | Noël del Bello Racing                                       | Adam Sharpe (pl) Patrick Bourdais Tom Cloet               | Porsche 3.6L Flat-6              | M     | 115   |
| Abd.  | LMP2      | 36  | Paul Belmondo Racing                                        | Claude-Yves Gosselin Karim Ojjeh Pierre Ragues            | Courage C65                      | M     | 84    |
| Abd.  | LMP2      | 36  | Paul Belmondo Racing                                        | Claude-Yves Gosselin Karim Ojjeh Pierre Ragues            | Ford (Mecachrome) 3.4L V8        | M     | 84    |
| Abd.  | LMP2      | 37  | Paul Belmondo Racing                                        | Jean-Bernard Bouvet Didier André Yann Clairay             | Courage C65                      | M     | 48    |
| Abd.  | LMP2      | 37  | Paul Belmondo Racing                                        | Jean-Bernard Bouvet Didier André Yann Clairay             | Ford (Mecachrome) 3.4L V8        | M     | 48    |
| Abd.  | LMP2      | 35  | G-Force Racing                                              | Franck Hahn Jean-François Le Roch Edward Morris           | Courage C65                      | D     | 47    |
| Abd.  | LMP2      | 35  | G-Force Racing                                              | Franck Hahn Jean-François Le Roch Edward Morris           | Judd XV675 3.4L V8               | D     | 47    |
| Abd.  | GT2       | 85  | Spyker Squadron b.v.                                        | Donny Crevels Peter Dumbreck Tom Coronel                  | Spyker C8 Spyder GT2-R           | M     | 40    |
| Abd.  | GT2       | 85  | Spyker Squadron b.v.                                        | Donny Crevels Peter Dumbreck Tom Coronel                  | Audi 3.8L V8                     | M     | 40    |
| Abd.  | LMP1      | 13  | Courage Compétition                                         | Shinji Nakano Jean-Marc Gounon Haruki Kurosawa            | Courage LC70                     | Y     | 35    |
| Abd.  | LMP1      | 13  | Courage Compétition                                         | Shinji Nakano Jean-Marc Gounon Haruki Kurosawa            | Mugen MF458S 4.5L V8             | Y     | 35    |
| Abd.  | GT2       | 77  | Multimatic Motorsports Team Panoz                           | Gunnar Jeannette Scott Maxwell Tom Milner Jr.             | Panoz Esperante GTLM             | P     | 34    |
| Abd.  | GT2       | 77  | Multimatic Motorsports Team Panoz                           | Gunnar Jeannette Scott Maxwell Tom Milner Jr.             | Ford (Élan) 5.0L V8              | P     | 34    |
| Abd.  | GT1       | 69  | BMS Scuderia Italia                                         | Fabrizio Gollin Fabio Babini Christian Pescatori          | Aston Martin DBR9                | P     | 3     |
| Abd.  | GT1       | 69  | BMS Scuderia Italia                                         | Fabrizio Gollin Fabio Babini Christian Pescatori          | Aston Martin 6.0L V12            | P     | 3     |

Détails :
- La no 20 Pilbeam Judd MP 93 n'a pas été classée pour cause de distance parcourue insuffisante (moins de 70 % de la distance du 1er).
- La no 53 Lamborghini Murciélago n'a pas été classée, non pas pour distance insuffisante, mais parce qu'elle n'a pas franchi la ligne d'arrivée. L'abandon n'a pas été déclaré officiellement par JLOC.

## Pole position et record du tour
- Pole position : Rinaldo Capello sur no 7 Audi Sport Team Joest en 3 min 30 s 466.
- Meilleur tour en course : Tom Kristensen sur no 7 Audi Sport Team Joest en 3 min 31 s 211 au 65e tour.

## Tours en tête
- no 7 Audi R10 - Audi Sport Team Joest : 42 (1-11 / 14-44)
- no 8 Audi R10 - Audi Sport Team Joest : 338 (12-13 / 45-380)

## À noter
- Longueur du circuit : 13,650 km
- Distance parcourue : 5 197 km
- Vitesse moyenne : 215,409 km/h
- Écart avec le 2e : 54,6 km
- 240 000 spectateurs